# Martí Bascuñana Ferrer
Martí Bascuñana Ferrer (Alcúdia, 1897- 1979). Fou un músic i compositor mallorquí.
Fou organista i director del cor d'Alcúdia. Director de la banda municipal d'Alcúdia. Va compondre moltes peces musicals.
És l'avi del músic i advocat alcudienc, Martin J. Bascuñana.

## Obres
- Marxa Fúnebre (Dedicada al Sant Crist d'Alcúdia)
- Rivera de Palma.